# Anoush Dastgir
Anoush Dastgir,  né le 27 novembre 1989 à Jabal Saraj, est un footballeur international afghan devenu entraîneur. Il est actuellement à la tête du VV Duno.

## Biographie
Il naît en 1989 à Jabal Saraj en Afghanistan mais grandit au Pakistan et en Inde avant de s'installer aux Pays-Bas.

### Carrière de joueur

#### En club
Il commence le football au GVV '57 Grave avant de rejoindre le NEC Nimègue puis le VVV Venlo. Il commence sa carrière en 2012 au VV Capelle qui évolue en troisième division. Il rejoint un an plus tard le NEC Nimègue Amateurs qui évolue un échelon en-dessous. Il effectue un passage de 3 mois au FC Lienden en 2015 avant de revenir dans son club. Il prend sa retraite de joueur à l'issue de la saison 2016-2017.

#### En sélection
Il honore sa première sélection en équipe d'Afghanistan le 29 mai 2015, en amical contre le Laos (victoire 2-0).
Il participe ensuite au championnat d'Asie du Sud 2015 et atteint la finale.

### Carrière d'entraîneur

#### En club
Il commence sa carrière d’entraîneur en même temps que sa carrière de joueur en prenant en charge les moins de 19 ans du NEC Nimègue entre 2012 et 2016. Entre 2016 et 2018, il est l'entraîneur adjoint de l'équipe dans laquelle il évolue, le NEC Nimègue Amateurs. À partir de janvier 2018, il en est l'entraîneur. En 2020, il devient entraîneur du VV Duno.

#### En sélection
Il dirige l'équipe d'Afghanistan en intérim le 13 novembre 2016, lors d'un match amical face au Tadjikistan (défaite 1-0). Il devient ensuite l'adjoint d'Otto Pfister jusqu'en juillet 2018 où il est nommé sélectionneur.

## Palmarès

### Palmarès de joueur
- Championnat d'Asie du Sud
  - Finaliste : 2015